# Мамедов, Мерген
Мерген Мамедов (туркм. Mergen Mämmedow; род. 24 декабря 1990, Джиликуль, Хатлонская область) — туркменский легкоатлет, специалист по метанию молота. Выступает за сборную Туркмении по лёгкой атлетике с 2012 года, победитель и призёр первенств национального значения, действующий рекордсмен страны, участник летних Олимпийских игр в Лондоне. Мастер спорта международного класса.

## Биография
Мерген Мамедов родился 24 декабря 1990 года в селе Джиликуль Курган-Тюбинской области Таджикской ССР.
Начал заниматься лёгкой атлетикой в раннем детстве по примеру своего отца Байраммухаммеда Мамедова.
Участвовал в юношеском мировом первенстве 2007 года в Остраве и в чемпионате Азии 2011 года в Кобе.
Впервые серьёзно заявил о себе на взрослом международном уровне в сезоне 2012 года, когда вошёл в основной состав туркменской национальной сборной и благодаря череде удачных выступлений удостоился права защищать честь страны на летних Олимпийских играх в Лондоне. В программе метания молота показал результат 68,39 метра, чего оказалось недостаточно для преодоления предварительного квалификационного этапа.
После лондонской Олимпиады Мамедов остался в составе туркменской легкоатлетической сборной и продолжил принимать участие в различных международных турнирах. Так, в июне 2013 года на соревнованиях в Алма-Ате он установил поныне действующий национальный рекорд Туркмении в метании молота — 74,01 метра. Будучи студентом, отправился выступать на Универсиаде в Казани, где с результатом 69,78 метра занял итоговое 11-е место.
В 2014 году стал седьмым на Азиатских играх в Инчхоне, метнув молот на 68,68 метра.
В 2017 году с результатом 66,52	метра был шестым на Играх исламской солидарности в Баку.
В 2018 году отметился выступлением на Азиатских играх в Джакарте, здесь провалил все три попытки в метании молота и не показал никакого результата.
На чемпионате Азии 2019 года в Дохе благополучно вышел в финал, но затем на решающем этапе все три его попытки не были засчитаны.
За выдающиеся спортивные достижения удостоен почётного звания «Мастер спорта международного класса».